# Class of '09
『Class of '09』（クラスオブオーナイン）は、2021年6月11日にSBN3によって公開された、アメリカ合衆国のビジュアルノベルコンピュータゲーム。2023年6月2日に続編である『Class of '09: The Re-Up』、2024年9月23日に『Class of '09: The Flip Side』が公開された。

## 概要
マルチメディアスタジオであるSBN3を設立したマックス・フィールドが、開発において中心的な役割を担っている。作者がワシントンD.C.で育った経験や、オンライン上で体感したことなどがゲームに盛り込まれている。恋愛シミュレーションゲーム（Dating sim）とは異なる拒絶シミュレーションゲーム（REJECTION sim）を謳っており、「アンチ・ビジュアルノベル」と称されている。

## ストーリー
2009年のアメリカ合衆国を舞台にニコル（Nicole） とジェッカ（Jecka）の二人の少女を中心に展開する。薬物乱用、セクシャルハラスメント、うつ病、いじめなどの、アメリカ文化のネガティブな側面に焦点を当てており、それらをダークなユーモアを交えて描写している。

## ウェブアニメ
Kickstarterで資金調達が行われた、本作の公式アニメ版がYouTubeに掲載されている。

## 反応
『ゲーム・ラント』のリッティク・ミトラは、本作は面白く、時には感動的であり、変わったビジュアルノベルのファンであるならばチェックする価値があると述べた。
『メアリー・スー』のアレクサンドリア・ロペスは、『Class of '09: The Flip Side』が前二編に比べて平凡な出来であり、ファンからの評価が分かれていると指摘した。